# RNF24
RNF24‏ (Ring finger protein 24) هوَ بروتين يُشَفر بواسطة جين RNF24 في الإنسان.